# Schrecksee
Der Schrecksee ist ein kleiner Hochgebirgssee in den Allgäuer Alpen und zählt damit zum Naturschutzgebiet Allgäuer Hochalpen. Er hat eine Fläche von 10,4 Hektar, einschließlich der 0,74 Hektar großen und ca. 20 Meter vom Festland entfernten Insel. Der Umfang des Sees beträgt ca. 1,63 Kilometer und die maximale Tiefe 28 Meter.

## Lage
Der See liegt auf 1813 m in einem kesselartigen Hochtal, das umgrenzt wird von Knappenkopf, Kirchendach und Kälbelespitze im Osten, Kastenkopf und Lahnerkopf im Süden und Älpelekopf im Westen. In Richtung Nordwesten öffnet sich der Kessel: Nach einer kleinen Schwelle fällt das Gelände in einer Felsstufe um 300 Meter zur Taufersalpe ab. Der See liegt vollständig in Bayern, die Grenze zu Tirol verläuft knapp 300 Meter östlich des Sees am Kirchendachsattel. Der Schrecksee gehört vollständig zum Gebiet der Gemeinde Bad Hindelang im Landkreis Oberallgäu.

## Zustieg
Talort ist das nordwestlich gelegene Hinterstein. Der Weg folgt zunächst dem Hintersteiner Tal. Am Elektrizitätswerk beginnt dann der Aufstieg zur verfallenen Taufersalpe, bevor man über eine Felsstufe den See erreicht. Der Schrecksee liegt zudem am Jubiläumsweg, der die Willersalpe mit dem Prinz-Luitpold-Haus verbindet. Auch von der Landsberger Hütte aus ist der See über den Kirchendachsattel einfach zu erreichen.

## Nutzung und Tourismus
Der Schrecksee wurde in den 1950er Jahren um 8 Meter aufgestaut, um ihn besser zur Energiegewinnung nutzen zu können. Die im Schrecksee gelegene kleine Insel entstand durch diese Aufstauung aus einer natürlichen Halbinsel. Das zugehörige Elektrizitätswerk liegt im Hintersteiner Tal unterhalb der Taufersalpe auf 938 m.
Aufgrund der Lage im Naturschutzgebiet Allgäuer Hochalpen sind Biwakieren, Feuer und Grillen, Flug mit Drohnen und das Hinterlassen von Müll verboten. Trotz Verbot ist das Zelten am Schrecksee beliebt. Die Einhaltung des Verbots wird von der Polizei und der Gemeinde Bad Hindelang mit Überwachungskameras kontrolliert.

## Trivia
Der Schrecksee wurde im Zuge einer Abstimmung im Red-Bull-Magazin Bergwelten im Sommer 2016 zum schönsten Bergsee der Alpen gewählt.

## Karten und Literatur
- Kompass-Karte Tannheimer Tal (Nr. 04). Verlag KOMPASS-Karten, Innsbruck; Auflage 2009. ISBN 978-3-8549164-4-4.
- Dieter Seibert: Allgäuer Alpen Alpin, Alpenvereinsführer. Bergverlag Rudolf Rother, München 2004. ISBN 3-7633-1126-2.